# Deilephila cingulatum
Deilephila cingulatum är en fjärilsart som beskrevs av Butler 1881. Deilephila cingulatum ingår i släktet Deilephila och familjen svärmare. Inga underarter finns listade i Catalogue of Life.